# Trinitàries Contemplatives
Les Monges Trinitàries o Trinitàries Contemplatives formen un orde monàstic de vida contemplativa, branca femenina de l'Orde de la Trinitat. Reuneix les comunitats de monges de les diferents branques trinitàries que hi ha hagut al llarg de la història. Les trinitàries fan vida contemplativa, dedicades a la pregària, el sacrifici i la lloança de l'obra de Crist i la Santíssima Trinitat. Són presents en vint-i-un monestirs: quinze a Espanya, quatre a Amèrica (Perú, Xile, Guatemala, Equador), un a l'Àfrica (Madagascar) i un a l'Índia. En destaquen els convents de Martos i Andújar (Jaén), Fuensaldaña (Valladolid), El Toboso i Quintanar de la Orden (Toledo), Suesa i Laredo (Cantàbria), Burgos i Madrid. A banda de les Germanes Trinitàries de Valence, de 1660, a partir del segle xix començaren a crear-se algunes congregacions religioses de germanes que, amb el carisme i regla trinitaris, es dediquen a tasques d'apostolat, assistència i ensenyament: les Trinitàries de Sevilla (1719), les Germanes Trinitàries de Roma (1762), les Terciàries Trinitàries de Mallorca (1810), les Trinitàries de València i Germanes Trinitàries de Madrid (1885) i les Oblates de la Santíssima Trinitat (1960). Formen part de la família trinitària.

## Història
En si, l'Orde de la Trinitat, en la seva fundació, era exclusivament masculí. Amb el temps foren apareixent comunitats femenines vinculades, entre les que es poden distingir, segons el tipus de vida: hospitalàries i beates, monges (a partir del segle xvi, llevat del precedent d'Aviganya) i, a partir del segle xix, germanes de congregacions religioses.
Les dones ajudaren els trinitaris com a terciàries laiques, anomenades sorores o freires, en les seves fundacions dedicades a l'assistència a malalts i necessitats, en hospicis i asils. Vivien en espais annexos als convents dels frares, formant comunitats mixtes, tot i que les dones no prenien vots; es podien comprometre a seguir la regla i tendir a la perfecció en la vida, però sense que es puguin considerar vots públics i solemnes. Tenien una priora que mantenia el govern i depenien dels frares en l'espiritual i el material.
Igualment, se sap de l'existència de beateris formats per dones laiques, les beates, que volien viure religiosament a casa seva, segons el carisme de l'orde, però sense pronunciar tampoc vots. En alguns casos, passats els cinquanta anys, es podien fer vots, però sovint es reduïa al compromís de complir amb els manaments i la regla i constitucions de l'orde.

### Monges trinitàries d'Avinganya

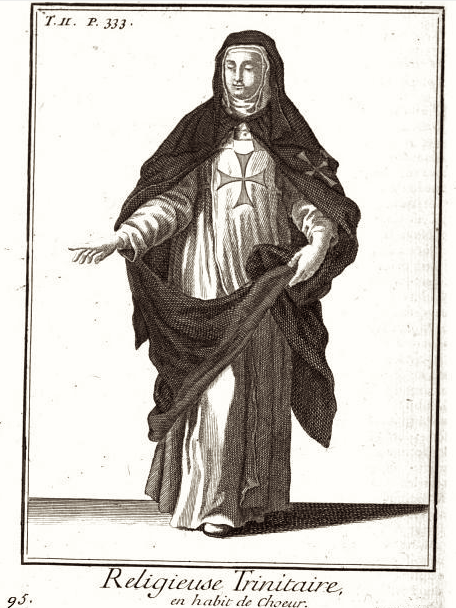
Monja trinitària calçada, gravat de 1847

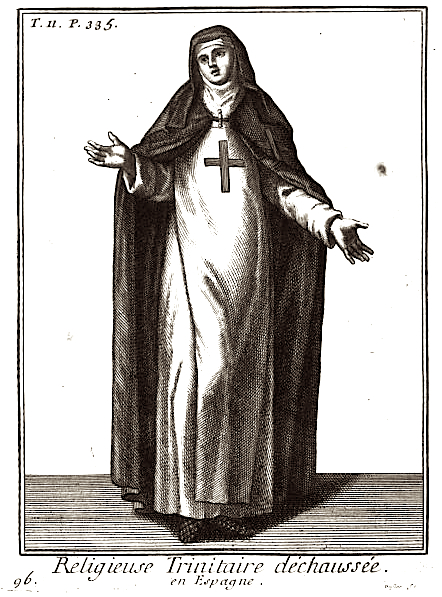
Monja trinitària descalça, gravat de 1847

El monestir de les sorores o germanes trinitàries es convertí, des de la seva fundació com a comunitat femenina en 1250, en l'única exclusivament femenina de l'orde, fins al segle xvi.
Joan de Mata, fundador de l'Orde de la Trinitat, acceptà la donació de terres que el noble Pere de Bellvís li va fer en 1201 a Avinganya (Seròs, Segrià), en agraïment pel seu alliberament de la captivitat per part dels 
trinitaris. Fundà llavors el primer convent trinitari de la península Ibèrica, que rebé importants donacions de la noblesa local.
Les donacions no foren suficients per al manteniment de la casa-convent, i en 1236 els deutes d'Avinganya eren molt alts. La infanta Constança d'Aragó, filla natural de Pere el Catòlic i vídua de Guillem Ramon II de Montcada, senescal de Catalunya i senyor de Serós. En enviduar en 1228, volgué fer vida religiosa i el seu germà, el rei Jaume el Conqueridor, li oferí que fundés una comunitat al convent d'Avinganya, que llavors era inviable pels deutes, i que formava part de les seves pròpies terres. El 3 d'abril de 1236, Nicolau, ministre general de l'Orde Trinitari, cedí la casa a la infanta, amb tots els béns i terres que posseïa, a canvi del pagament del deute per la infanta i que la comunitat seguís la regla i constitucions de l'Orde de la Trinitat, minvant-ne el rigor de l'orde masculí i exceptuant les regles relatives al vestit interior i el llit. A més, havien de reservar la tercera part de les rendes i beneficis per destinar-los a la redempció de captius, objectiu fonamental de l'orde. La comunitat estaria sota la jurisdicció dels frares trinitaris.
D'aquesta manera, el convent es convertia en monestir femení, destinat a la professió monàstica de filles de nobles. Hi continuaren vivint els frares que quedaven per al servei litúrgic del monestir, formant una comunitat mixta. Entre aquests hi havia Ferrer, provincial i vicari general de l'orde a la Corona d'Aragó i Arnau de Queralt. Constança s'hi instal·là amb dotze monges i el 24 d'octubre de 1250, comença la vida comunitària de les monges.
Se'n nomenà primera priora vitalícia Guillema de Villalta, tot i que s'havia decidit en 1236 que ho seria la infanta; probablement l'avançada edat de la infanta ho degué impedir. Morí poc després, cap al 1252, i fou sebollida a l'església del convent. La comunitat continuà la seva activitat, sempre sota la jurisdicció dels trinitaris, i amb molta presència de monges dels llinatges de Montcada i Foix. A l'enriquiment del monestir als segles xiii i xiv, seguí un ràpid declivi al XV, en part per la mala administració de les terres i les rendes. La comunitat, sempre de dotze monges, va minvant fins que en 1529 només n'hi ha dues. Es decideix llavors retornar el convent als frares, que s'hi instal·len el mateix any, extingint-se així la comunitat femenina.

### Trinitàries contemplatives de l'antiga observança
Pròpiament, les monges trinitàries de clausura, dedicades a la vida contemplativa, no apareixen fins al segle xvi. N'apareixen deu convents llavors i, fins al segle xix, se'n fundaran tretze més. Són instituts de vida contemplativa, amb especial devoció a la Santíssima Trinitat. Alguns, com els de Burgos i Alcalá la Real, s'originaren a partir de beateris, i altres, com a fundacions de particulars, que dotaven la construcció i mantenien la comunitat amb llegats i rendes.
Entre aquests, els monestirs de: Villoruela (Salamanca, 1510), Villena (Alacant, 1524), Badajoz (1540), Alcalá la Real (Jaén, 1560), Burgos (1586), Andújar (Jaén, 1587), San Clemente (Conca, 1588), Martos (Jaén, 1595), la majoria encara existents, i els de Medina del Campo (Valladolid, 1588) i La Roda (Albacete, 1598), desapareguts.

### Reformes: Trinitàries Descalces i Trinitàries Recol·lectes
Arran de la reforma observant que originà els Trinitaris Descalços en 1609, apareixen les primeres comunitats femenines, de clausura estricta, de la reforma: Madrid (1612, fundació de Francisca Romero Gaytán, continuada per María de Villena) i Lima (Perú, 1722).
En 1680 neix una nova branca, les Trinitàries Reformades o Recol·lectes, fundades per Ángela María de la Concepción a El Toboso (Toledo), amb l'intent de tornar a l'observança de la regla primitiva.

### Unió
En 1966, els breus pontificis Perfectae Caritatis i Ecclesiae Sanctae reuniren en un únic orde totes les comunitats contemplatives de trinitàries, a partir del seu origen comú i el seu servei a la redempció de les ànimes. Prenen com a nom comú el de Trinitàries Contemplatives.

## Bibliografia

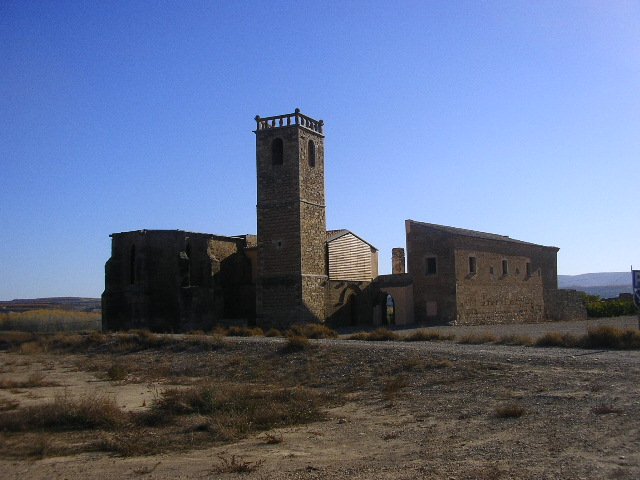
Avinganya, primera comunitat contemplativa trinitària
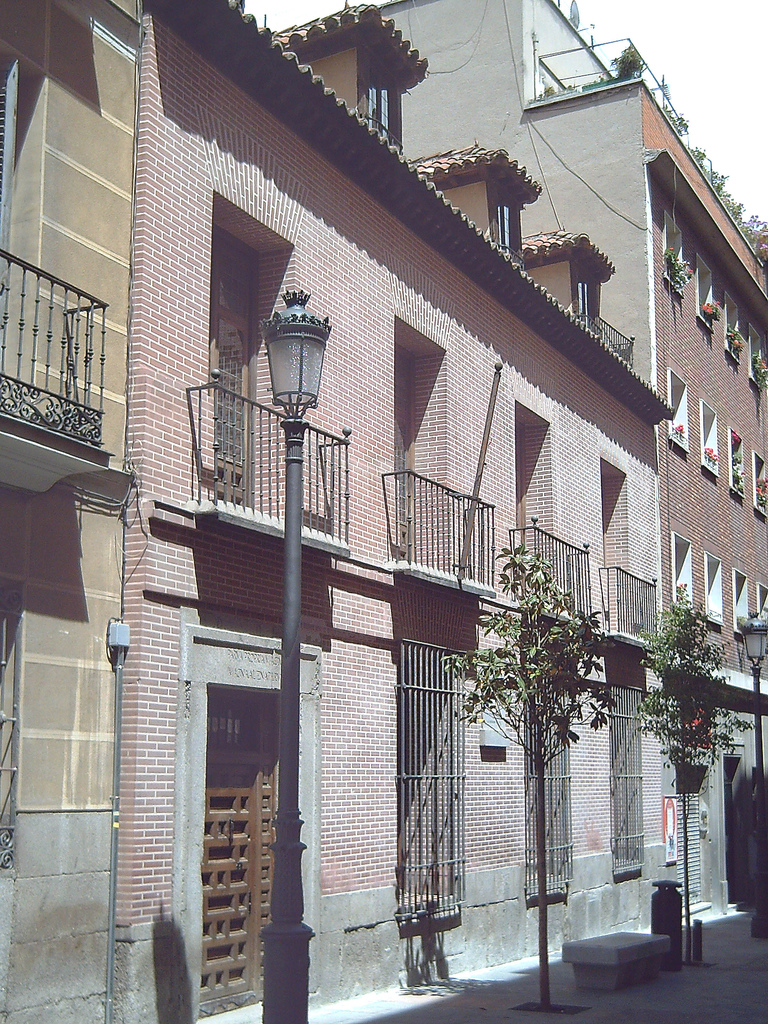
Primera seu de la comunitat descalça de Madrid en 1612, actual Casa-Museo de Lope de Vega
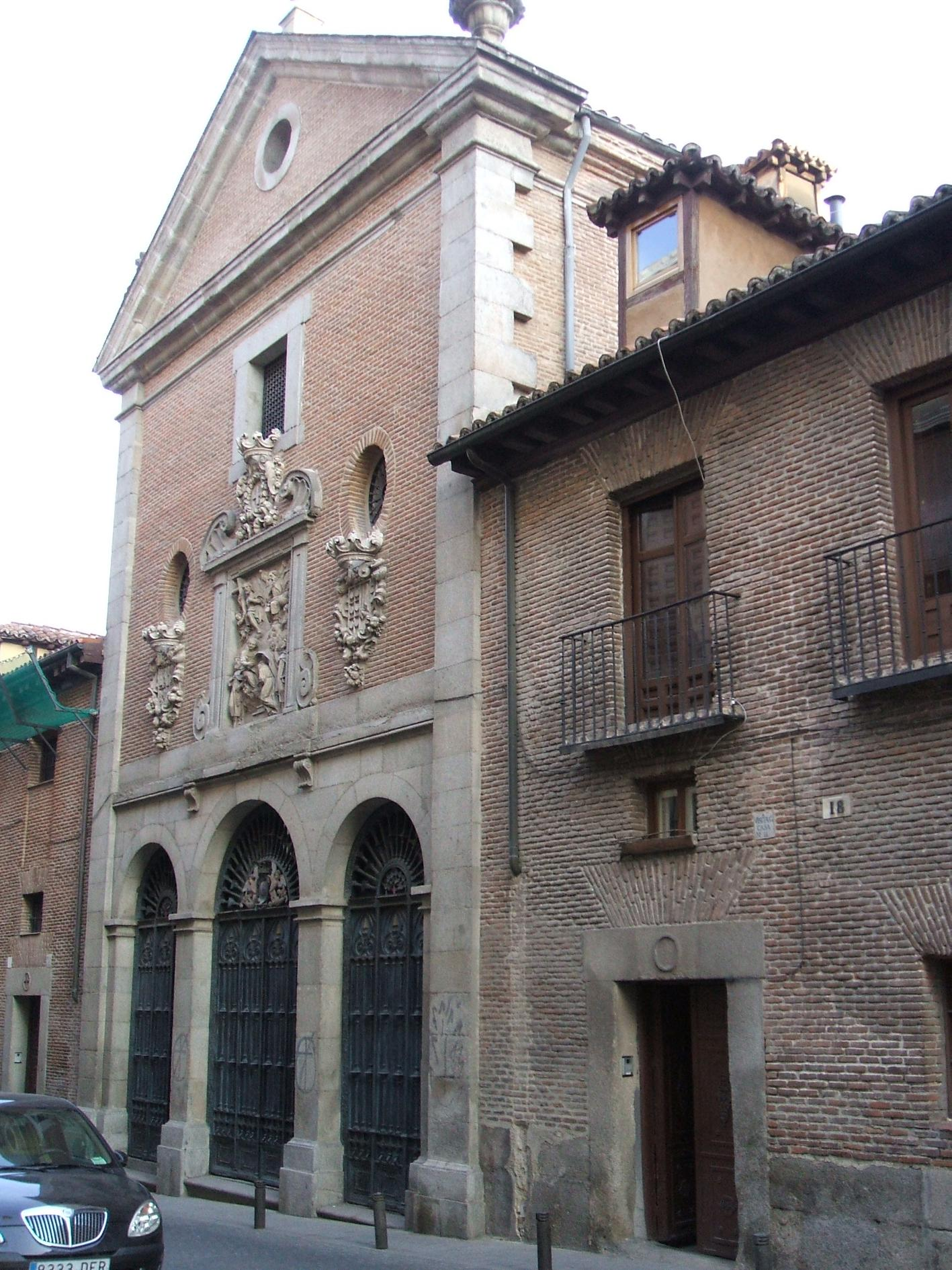
Convent de Trinitàries Descalces de Madrid
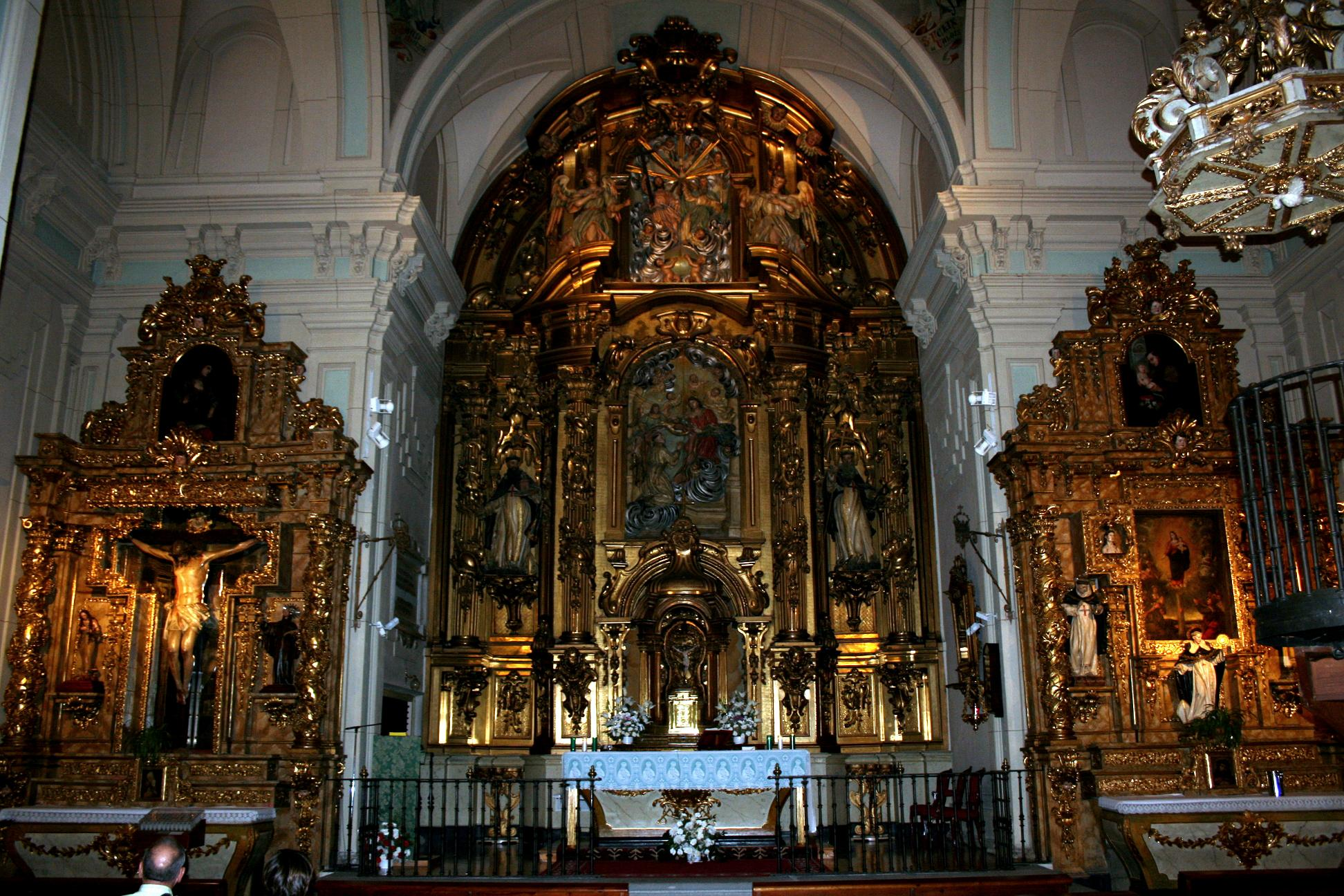
Descalces de Madrid, interior
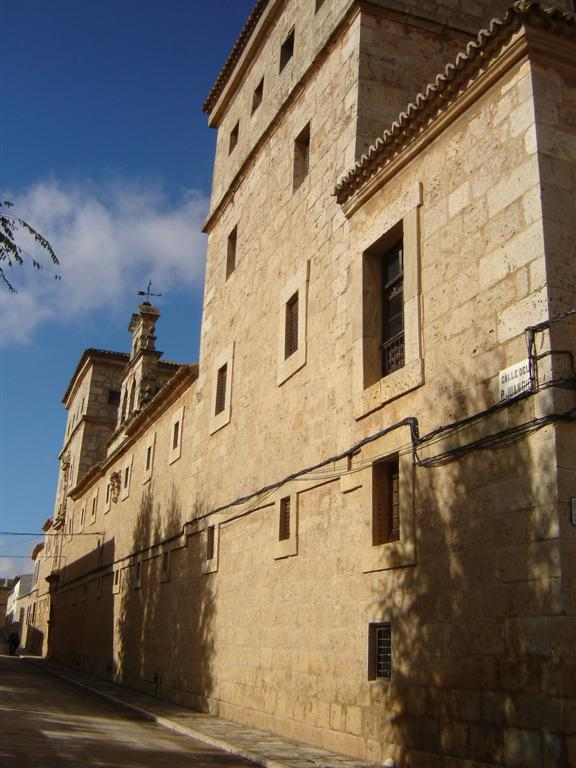
Convent de Trinitàries Recol·lectes d'El Toboso, inici de la reforma